# Derk Bodde
Derk Bodde (* 9. März 1909 in Brant Rock, Massachusetts, USA; † 3. November 2003 in Germantown, Pennsylvania, USA) war ein US-amerikanischer Sinologe und China-Historiker. Er übersetzte die (ältere) Geschichte der chinesischen Philosophie des chinesischen Philosophen Feng Youlan und das Yanjing suishi ji von Dun Lichen (1855–1911) ins Englische. Von ihm stammt eine wichtige Studie über den Kanzler Li Si aus der Zeit der Qin-Dynastie. Bodde lehrte an der University of Pennsylvania in Philadelphia.

## Leben
Derk Boddes Vater Theodore Bodde immigrierte 1901 von Holland in die USA. Theodore Bodde war Elektroingenieur von Beruf und wurde von der Jiao Tong Daxue eingeladen, als Dozent dort zu arbeiten. 1919 reiste dann die Familie Bodde nach Shanghai. Dort blieben sie insgesamt drei Jahre, von 1919 bis 1922.
1922 kehrte sie wieder in die USA zurück. Derk Bodde veröffentlichte dann mit 13 Jahren seine ersten Artikel im St. Nicholas Magazine.
1930 beendete Derk Bodde erfolgreich sein Anglistikstudium an der Harvard University und schrieb sich direkt für ein weiterführendes Studium am Harvard-Yenching Institut ein.
Mit dem Abschluss des ersten Jahres erhielt Derk Bodde dann das Harvard-Yenching Stipendium um ging dann von 1931 bis 1937 nach Peking.
In seinen zweiten Auslandsjahr, 1932/33, schrieb Bodde zwei Artikel, von denen dann auch einer veröffentlicht wurde: A Perplexing Passage in the Confucian Analects.
1934 belegte Derk Bodde einen Philosophiekurs bei Feng Youlan. Er veröffentlichte 1934 sein bedeutendstes Werk: Geschichte der chinesischen Philosophie.
In seiner Zeit in Peking übersetzt Bodde weitere Werke. Eines ist die Übersetzung von Dun Lichens Annual Customs and Festivals in Peking.
In Peking traf er auch seine spätere Frau Galia Speshneff. Sie war russische Immigrantin aus Wladiwostok. Sie und ihre Familie flohen aufgrund der russischen Revolution nach China. Die beiden heirateten 1935.
1935 traf Derk Bodde den niederländischen Sinologen Jan J. L. Duyvendak. Dieser machte Bodde dann das Angebot, in Leiden Holland zu promovieren. Bodde nahm das Angebot an. Die Grundlagen für seine Dissertation legte Bodde bereits in Peking. Dabei handelte es sich um die Übersetzungen von Biographien aus dem Shiji.
1937 reiste Derk Bodde dann mit seiner Frau nach Leiden Holland und beendete seine Doktorarbeit: China's First Unifier: A Study of the Ch'in Dynasty as Seen in the Life of Li Ssu (280-208 B.C.).
Nach seiner Promotion in Holland kehrt Derk Bodde wieder in die USA zurück. Dort arbeitete er dann als Dozent für das Oriental Studies Department an der University of Pennsylvania. Seinen Lehrauftrag behielt er auch bis zu seiner Pensionierung 1975. 1946–47 lud Bodde den chinesischen Philosophen Feng Youlan als Gastdozenten ein. Feng Youlan hielt zwei Semester Vorlesungen über chinesische Philosophie und klassisches Chinesisch. Bodde nutzte die Gelegenheit, um weiter an der Übersetzung des zweiten Teils der Geschichte der chinesischen Philosophie zu arbeiten. 1953 veröffentlicht Derk Bodde dann auch seine Übersetzung, die er unter der Mithilfe des Autors vollenden konnte.
1948 erhielt Derk Bodde ein Fulbright-Stipendium und geht für ein Jahr nach Peking. Während seines Aufenthalts in Peking kam es zur Machtübernahme durch die Kommunisten. Trotzdem entschloss sich Derk Bodde dazu, in Peking zu bleiben um bei diesem historischen Augenblick dabei zu sein. Er sammelte Zeitungsberichte, interviewte Einheimische und schrieb seine Eindrücke nieder. All seine Notizen nutze er dann für ein weiteres Buch: „Peking Diary, a Year of Revolution“.
1949 kehrte Bodde in die USA zurück. 1950 erhielt Bodde die Professur an der University of Pennsylvania. 1959 wurde er in die American Academy of Arts and Sciences und 1961 in die American Philosophical Society gewählt.
In den 1950er und 1960er Jahren befasste sich Bodde mit dem chinesischen Rechtssystem. In Zusammenarbeit mit dem juristischen Institut kam es zur Entwicklung eines Kurses für chinesisches Recht und zu einer engen Zusammenarbeit zwischen Derk Bodde und dem Juraprofessor Clarence Morris. Daraus entstand ein Buch über das Rechtssystem in der Qing-Dynastie.
1974 erhielt Bodde ein Stipendium der National Endowment for the Humanities. Er reiste nach England, um an der Buchserie Science and Civilisation in China von Joseph Needham mitzuarbeiten. Er blieb drei Jahre in Cambridge.
1975 ging Derk Bodde in den Ruhestand.
1980 wurde er eingeladen, als erster Dr. Sun Yat-sen Distinguished Visiting Professor of Chinese Studies an der Georgetown University als Gastprofessor zu lehren.
Am 3. November 2003 starb Derk Bodde mit 94 Jahren in Germantown, Pennsylvania.
Derk Bodde verfasste 96 Bücher und Artikel und schrieb weitere 75 Buchbesprechungen.

## Werke
- Shakespeare and the Ireland Forgeries. Harvard Honors Theses in English No. 2. Pp. 68. Harvard University Press, Cambridge, Mass. 1930.
- Annual Customs and Festivals in Peking, As Recorded in the Yenching Sui-shih-chi. By Tun Li-ch'en. Translated and annotated by Derk Bodde. Henri Vetch, Peiping 1936.
- A History of Chinese Philosophy, Vol. I: The Period of the Philosophers (from the beginnings to circa 100 B.C.). By Fung Yu-lan. Translated by Derk Bodde with introduction, notes, bibliography and index. Henri Vetch, Peiping 1937.
- China's First Unifier: a Study of the Ch'in Dynasty as Seen in the Life of Li Ssu (280?-208 B.C.). Sinica Leidensia Series, Vol. III. E. J. Brill, Leiden 1938.
- A Short History of Chinese Philosophy. By Fung Yu-lan. Edited by Derk Bodde. Macmillan, New York 1948.
- Peking Diary, a Year of Revolution. Henry Schuman, New York 1950.
- A History of Chinese Philosophy, Vol. II: The Period of Classical Learning (from the second century B.C. to the twentieth century A.D.). By Fung Yu-lan. Translated by Derk Bodde with introduction, notes, bibliography and index. Princeton University Press, Princeton 1953.
- Law in Imperial China, Exemplified by 190 Ch'ing Dynasty Cases . . . with Historical, Social, and Judicial Commentaries. By Derk Bodde and Clarence Morris. Harvard University Press, Cambridge, Mass. 1967.
- Festivals in Classical China, New Year and Other Annual Observances during the Han Dynasty, 206 B.C.-A.D. 220. Princeton University Press and Chinese University of Hong Kong, Princeton and Hong Kong 1975.